# الهرسك القديمة

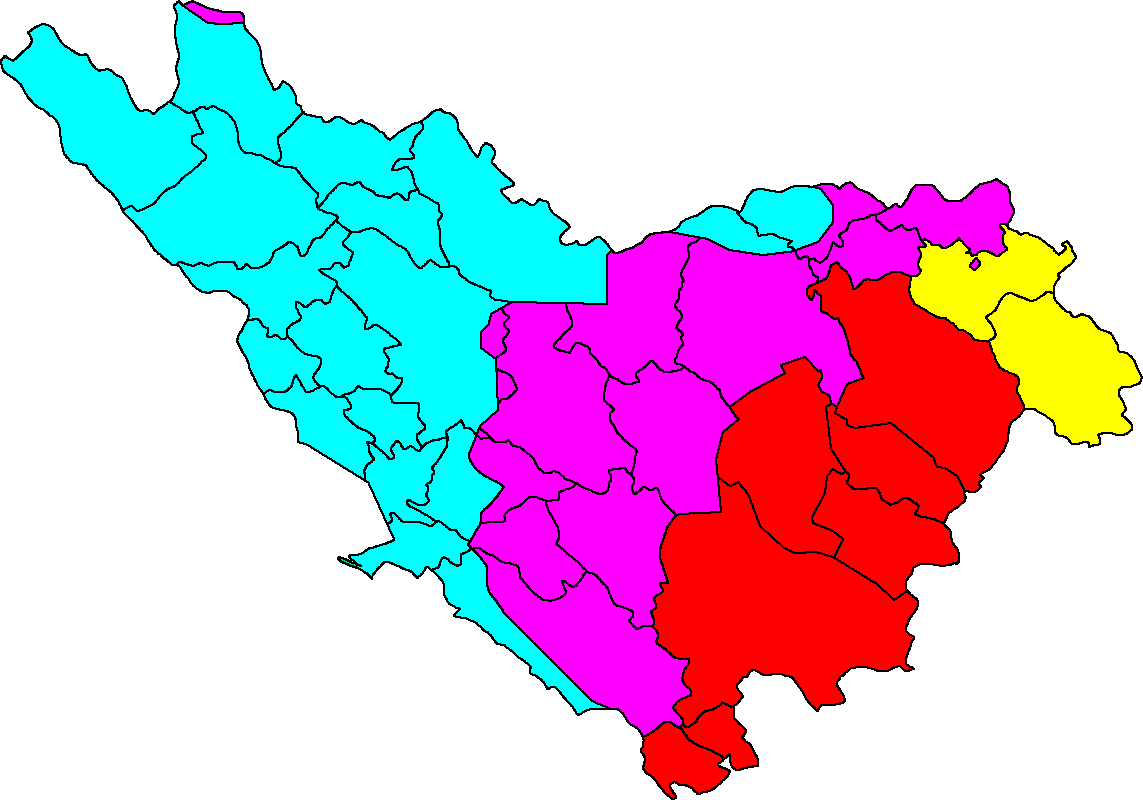
الهرسك التاريخية داخل حدود الدول الحديثة، بما في ذلك الهرسك القديمة، في الجبل الأسود (باللون الأحمر) وصربيا (باللون الأصفر)

الهرسك القديم (بالصربية: Стара Херцеговина، الجبل الأسود: Stara Hercegovina) هي منطقة تاريخية، تغطي الأجزاء الشرقية من الهرسك التاريخية، خارج نطاق الهرسك الحديث. ينتمي القسم الرئيسي من الهرسك القديمة إلى الجبل الأسود الحديث، بينما ينتمي القسم الثانوي إلى صربيا الحديثة. يشير المصطلح أيضًا إلى مناطق هرزغوفين السابقة في بودرينجي العليا، في البوسنة والهرسك. كانت كل هذه المناطق أجزاءً من الهرسك التاريخية من منتصف القرن الخامس عشر حتى عام 1878.
في الجبل الأسود الحديث، تضم المنطقة مناطق بلدية في هرسك نوفي ونيكشيتش وبلوشين وتشافنيك وزابلياك وبلجيفليا. في صربيا الحديثة، تضم المنطقة مناطق بلدية ك برييبولجي وبريبوج. أما في البوسنة والهرسك الحديثة، تشتمل المنطقة على مناطق بلدية في فوتشا وغورايد ودجنيتي ورودو.

## التاريخ
كانت المنطقة المعروفة اليوم باسم الهرسك القديم جزءًا من الهرسك التاريخية من منتصف القرن الخامس عشر حتى عام 1878. في البداية كانت جزءًا من دوقية سانت سافا في العصور الوسطى، بعد الفتح العثماني، كانت جزءًا من سنجق الهرسك. بين عامي 1580 و 1833، كان سنجق الهرسك جزءًا من البوسنة إياليت، ثم أصبح الهرسك إياليت (1833-1851)، من الإمبراطورية العثمانية.

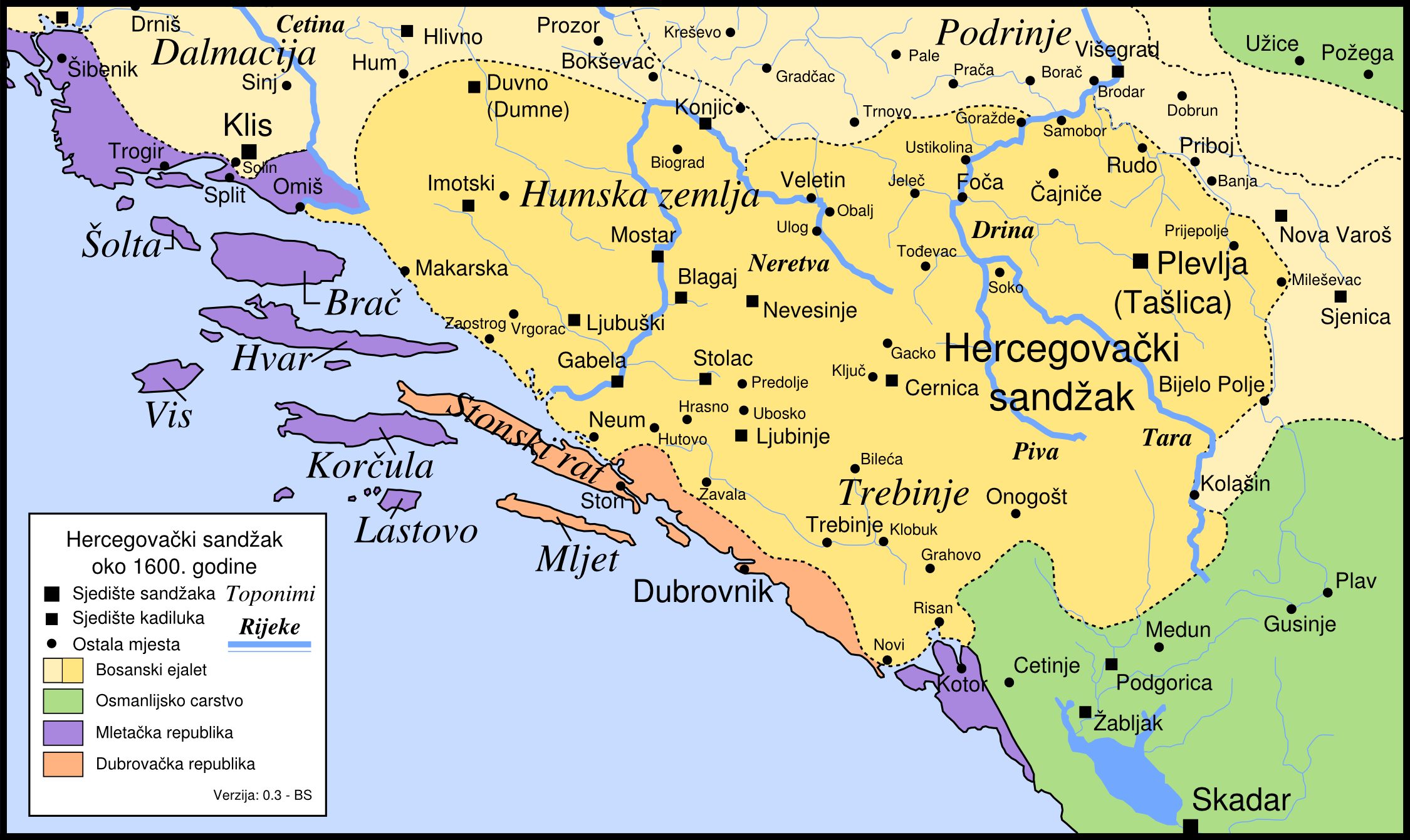
سنجق الهرسك (1600)، بما في ذلك المناطق الشرقية، المعروفة اليوم باسم الهرسك القديم

احتلت النمسا-المجر وبشكل رئيسي (الغربي والوسطى) من الهرسك التاريخي في عام 1878، بعد مؤتمر برلين، وأصبحت تلك المنطقة جزءًا من مجمع البوسنة والهرسك. منذ ذلك الحين، تم تقليص اسم الهرسك إلى تلك المنطقة. في الوقت نفسه، تم ضم الجزء الشرقي من الهرسك التاريخي إلى إمارة الجبل الأسود (1878 ، بينما ظلت بعض الأقسام تحت الحكم العثماني (سانجاك بلييفليا) حتى عام 1912، عندما تم تقسيمها بين الجبل الأسود وصربيا. أصبحت جميع مناطق الهرسك التاريخية، المنفصلة عنها منذ عام 1878، تُعرف باسم الهرسك القديم.

الهرسك القديمة (قسم في الجبل الأسود الحديث)